# Croix-Rouge guinéenne
La Croix-Rouge guinéenne est une association d'aide humanitaire guinéenne fondée en 1984. Elle a pour objectif de venir en aide aux personnes en difficulté en Guinée et à l'étranger. Ses missions fondamentales sont, notamment dans les situations d'urgence, le secourisme, l'action sociale, la formation, la santé et l'action internationale. Elle est l'une des 190 sociétés nationales du Mouvement international de la Croix-Rouge et du Croissant-Rouge.

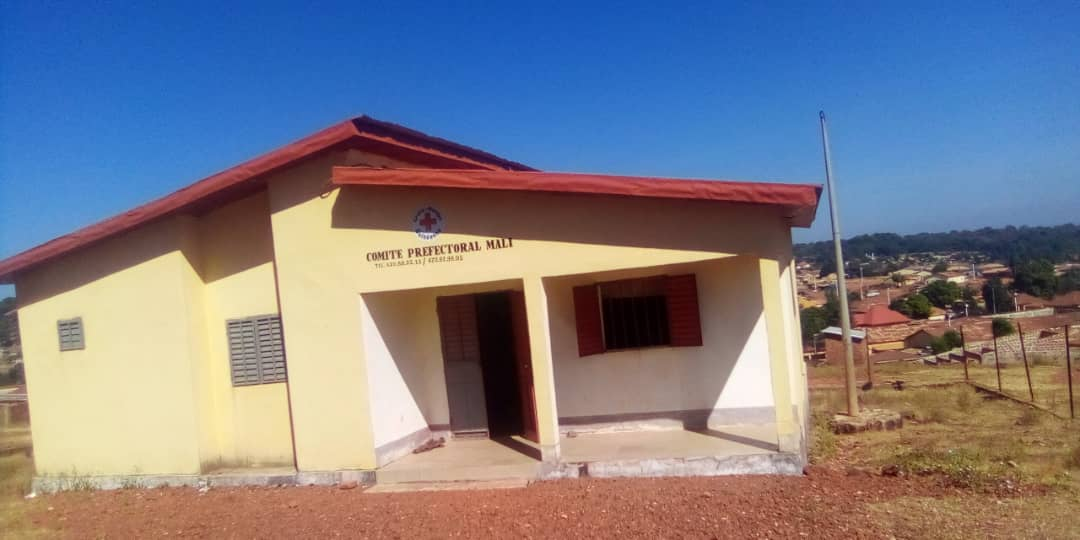
siège de la Croix-Rouge dans la préfecture de Mali

Elle est constituée d'un réseau dynamique de plus de 17 000 volontaires actifs et d'un fort ancrage communautaire, les établissements sociaux, médico-sociaux et sanitaires, répartis sur l'ensemble du territoire.

## Histoire
La Croix-Rouge guinéenne est la 141e du Mouvement international de la Croix-Rouge et du Croissant-Rouge, reconnue le 1er octobre 1986 comme une société de secours volontaires auxiliaire par les pouvoirs publics de la république de Guinée depuis sa création par décret no 035/PRG/84 du 26 janvier 1984. Elle est présente dans les 33 préfectures, les 5 communes de la capitale Conakry et dans de nombreuses sous-préfectures du pays.

## Missions
La Croix-Rouge guinéenne a pour mission de contribuer à prévenir et alléger les souffrances des communautés vulnérables et de sauver des vies.

## Structure et organisation
L'organisation fonctionnelle de la Croix-Rouge guinéenne distingue de manière claire les rôles dévolus à la gouvernance d’une part et au management de l’autre. Ce principe de séparation entre gouvernance et management se décline aux niveaux régionaux et locaux.

## Organe de presse
Entre 1993 et 1995, il a pour organe de presse L'Espérance.